# Lumbatan
Lumbatan est une localité de la province de Lanao du Sud, aux Philippines. En 2015, elle compte 19 105 habitants.